# 藤崎和男
藤崎 和男（ふじさき かずお、1938年 - ）は、日本の小説家。福岡県八幡市（現北九州市）生まれ、早稲田大学第一文学部卒。

## 経歴
出版社勤務後、予備校の非常勤講師等を経て、65歳で退職後から小説を書き始める。2012年に第55回群像新人文学賞を「グッバイ、こおろぎ君」で受賞。74歳という非常に高齢での新人賞受賞となった。

## 作品

### 単行本
- 『グッバイ、こおろぎ君』（2012年、講談社）
  - 初出：『群像』2012年6月号

### 雑誌掲載
- 負けて悔いあり我が闘争（『群像』2013年4月号）